# U-371 (tàu ngầm Đức)
U-371  là một tàu ngầm tấn công  Lớp Type VII thuộc phân lớp Type VIIC được Hải quân Đức Quốc Xã chế tạo trong Chiến tranh Thế giới thứ hai. Nhập biên chế năm 1941, nó hầu như chỉ hoạt động trong vùng biển Địa Trung Hải, thực hiện được mười chín chuyến tuần tra, đánh chìm tổng cộng mười một tàu đối phương với tổng tải trọng 51.946 GRT và 2.286 tấn, bao gồm tàu khu trục Hoa Kỳ USS Bristol, gây tổn thất toàn bộ cho hai tàu tải trọng 13.341 GRT, đồng thời gây hư hại cho sáu chiếc khác với tổng tải trọng 28.072 GRT và 2.500 tấn. U-371 bị một lực lượng các tàu khu trục Hoa Kỳ, Pháp và Anh đánh chìm vào ngày 4 tháng 5, 1944 trong Địa Trung Hải về phía Bắc Constantine, Algérie. Ba thành viên thủy thủ đoàn đã tử trận, và có 49 người sống sót.

## Thiết kế và chế tạo

### Thiết kế

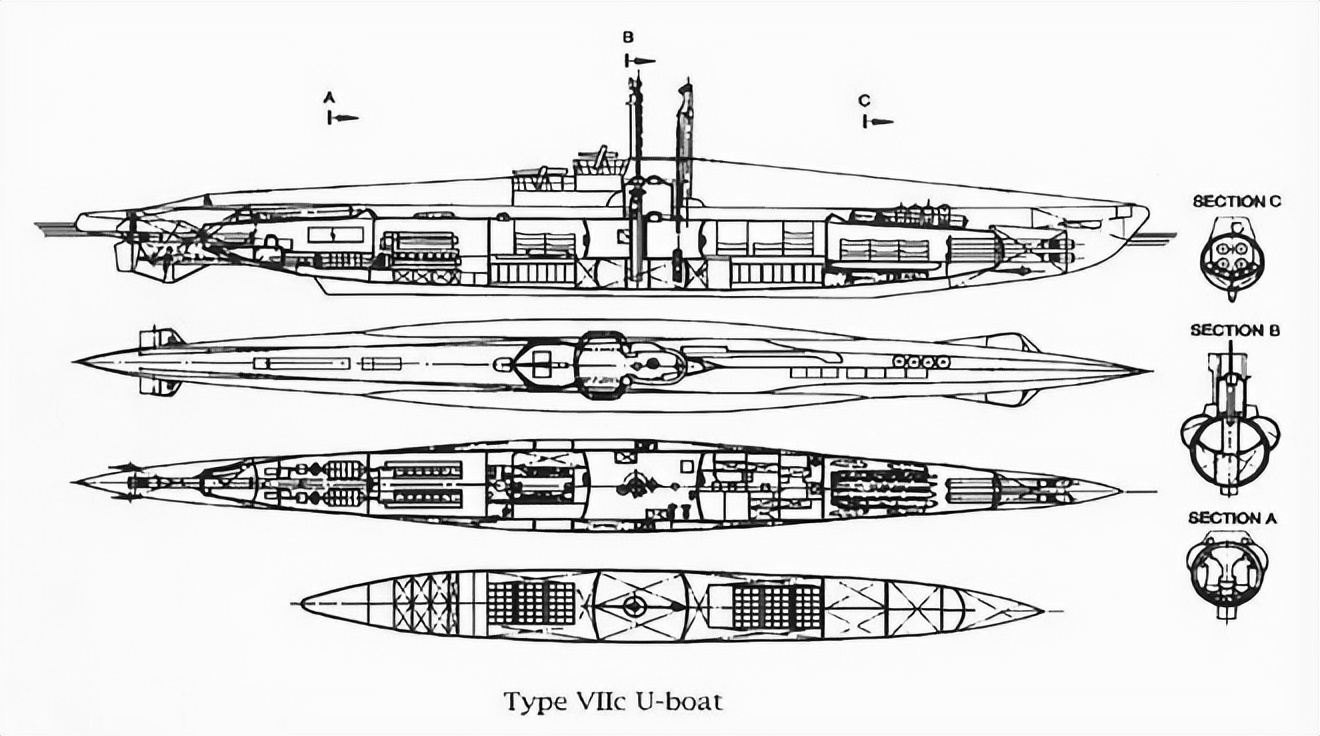
Sơ đồ các mặt cắt một tàu ngầm Type VIIC

Phân lớp VIIC của Tàu ngầm Type VII là một phiên bản VIIB được kéo dài thêm. Chúng có trọng lượng choán nước 769 t (757 tấn Anh) khi nổi và 871 t (857 tấn Anh) khi lặn). Con tàu có chiều dài chung 67,10 m (220 ft 2 in), lớp vỏ trong chịu áp lực dài 50,50 m (165 ft 8 in), mạn tàu rộng 6,20 m (20 ft 4 in), chiều cao 9,60 m (31 ft 6 in) và mớn nước 4,74 m (15 ft 7 in).
Chúng trang bị hai động cơ diesel Germaniawerft F46 siêu tăng áp 6-xy lanh 4 thì, tổng công suất 2.800–3.200 PS (2.100–2.400 kW; 2.800–3.200 bhp), dẫn động hai trục chân vịt đường kính 1,23 m (4,0 ft), cho phép đạt tốc độ tối đa 17,7 kn (32,8 km/h), và tầm hoạt động tối đa 8.500 nmi (15.700 km) khi đi tốc độ đường trường 10 kn (19 km/h). Khi đi ngầm dưới nước, chúng sử dụng hai động cơ/máy phát điện Garbe, Lahmeyer & Co. RP 137/c  tổng công suất 750 PS (550 kW; 740 shp). Tốc độ tối đa khi lặn là 7,6 kn (14,1 km/h), và tầm hoạt động 80 nmi (150 km) ở tốc độ 4 kn (7,4 km/h). Con tàu có khả năng lặn sâu đến 230 m (750 ft).
Vũ khí trang bị có năm ống phóng ngư lôi 53,3 cm (21 in), bao gồm bốn ống trước mũi và một ống phía đuôi, và mang theo tổng cộng 14 quả ngư lôi, hoặc tối đa 22 quả thủy lôi TMA, hoặc 33 quả TMB. Tàu ngầm Type VIIC bố trí một hải pháo 8,8 cm SK C/35 cùng một pháo phòng không 2 cm (0,79 in) trên boong tàu. Thủy thủ đoàn bao gồm 4 sĩ quan và 40-56 thủy thủ.

### Chế tạo
U-371 được đặt hàng vào ngày 23 tháng 9, 1939, và được đặt lườn tại xưởng tàu của hãng Howaldtswerke ở Kiel vào ngày 17 tháng 11, 1939. Nó được hạ thủy vào ngày 27 tháng 1, 1941, và nhập biên chế cùng Hải quân Đức Quốc Xã vào ngày 15 tháng 3, 1941 dưới quyền chỉ huy của Hạm trưởng, Đại úy Hải quân Willy- Heinrich Driver.

## Lịch sử hoạt động

### 1941

#### Chuyến tuần tra thứ nhất
U-371 xuất phát từ Kiel vào ngày 5 tháng 6, 1941 cho chuyến tuần tra đầu tiên trong chiến tranh. Nó băng qua khe GIUK giữa quần đảo Faroe và Iceland để hoạt động trong vùng biển Bắc Đại Tây Dương về phía Nam Greenland và Iceland. Nó đã đánh chìm tàu buôn Anh Silverpalm 6.373 GRT vào ngày 12 tháng 6, và sau đó là tàu buôn Na Uy Vigrid 4.765 GRT vào ngày 24 tháng 6. Vigrid, vốn đang vận chuyển 6.000 tấn hàng hóa và trong hành trình từ New Orleans, Hoa Kỳ đi sang Belfast, Bắc Ireland và Manchester, Anh ngang qua Bermuda, đã bị đánh chìm tại tọa độ 54°30′B 41°30′T / 54,5°B 41,5°T; trong số 47 người có mặt trên tàu, 21 thủy thủ, một pháo thủ cùng bốn hành khách đã thiệt mạng. Kết thúc chuyến tuần tra, U-371 đi đến cảng Brest bên bờ biển Đại Tây Dương của Pháp đã bị Đức chiếm đóng, đến nơi vào ngày 1 tháng 7.

#### Chuyến tuần tra thứ hai
U-371 khởi hành từ Brest vào ngày 23 tháng 7 cho chuyến tuần tra thứ hai, và đã hoạt động trong vùng biển Đại Tây Dương ngoài khơi Bồ Đào Nha ở lối ra vào phía Tây của eo biển Gibraltar. Tại đây vào sáng sớm ngày 30 tháng 7, ở vị trí về phía Đông Nam quần đảo Azores, nó phóng ngư lôi đánh chìm các tàu buôn Anh Shahristan 6.935 GRT, và tàu buôn Hà Lan Sitoebondo 7.049 GRT, cả hai đều bị rơi lại phía sau Đoàn tàu OS-1. Chiếc U-boat quay trở về Brest vào ngày  19 tháng 8.

#### Chuyến tuần tra thứ ba
Lại xuất phát từ Brest vào ngày 16 tháng 9 cho chuyến tuần tra thứ ba và hướng xuống phía Nam, U-371 được lệnh chuyển địa bàn hoạt động sang vùng biển Địa Trung Hải. Sau khi thành công trong việc băng qua eo biển Gibraltar được phía Đồng Minh canh phòng nghiêm ngặt vào ngày 21 tháng 9, nó đã hoạt động tại khu vực Đông Địa Trung Hải ngoài khơi Libya và Ai Cập trước khi đi đến đảo Salamis, Hy Lạp vào ngày 24 tháng 10. Con tàu chính thức được điều sang Chi hạm đội U-boat 23 từ ngày 1 tháng 11.

#### Chuyến tuần tra thứ tư
Từ căn cứ Salamis, chiếc U-boat thực hiện chuyến tuần tra thứ tư từ ngày 4 tháng 12, 1941 đến ngày 10 tháng 1, 1942, và đã hoạt động tại khu vực Đông Địa Trung Hải ngoài khơi Ai Cập và Palestine. Trong ngày 5 tháng 12 ở vị trí về phía Tây Kythira, Hy Lạp, tàu ngầm Anh HMS Talisman đã phóng bảy quả ngư lôi tấn công U-371, nhưng không có quả nào trúng đích.

### 1942

#### Chuyến tuần tra thứ năm và thứ sáu
U-371 lại rời Salamis vào ngày 4 tháng 3 cho chuyến tuần tra thứ năm, và hoạt động ngoài khơi Ai Cập cho đến ngày 25 tháng 3.
Con tàu lại được điều động sang Chi hạm đội U-boat 29 từ ngày 15 tháng 4, rồi thực hiện chuyến tuần tra thứ sáu từ ngày 21 tháng 4 dưới quyền chỉ huy của hạm trưởng tạm quyền, Đại úy Hải quân Heinz-Joachim Neumann. Ở vị trí ngoài khơi bờ biển Ai Cập vào ngày 7 tháng 5, chiếc U-boat bị hai tàu săn ngầm thả mìn sâu tấn công, và bị hại nặng đến mức phải hủy bỏ chuyến tuần tra và quay trở về Salamis hai ngày sau đó.

#### Chuyến tuần tra thứ bảy và thứ tám
Dưới quyền chỉ huy của hạm trưởng mới, Đại úy Hải quân Waldemar Mehl, U-371 di chuyển từ Salamis đến Pola, Ý (nay là Pula thuộc Croatia) vào đầu tháng 7. Nó chỉ xuất phát cho chuyến tuần tra tiếp theo vào ngày 5 tháng 9, đi dọc theo biển Adratic để hoạt động ngoài khơi Palestine và Syria. Nó quay trở lại Salamis khi kết thúc chuyến tuần tra vào ngày 18 tháng 9, rồi lại đi đến Pola vào giữa tháng 10.
Chiếc U-boat sau đó có chuyến tuần tra ngắn từ Pola đến Messina, Sicilia từ ngày 1 đến ngày 4 tháng 12.

### 1943

#### Chuyến tuần tra thứ chín
Sau khi lực lượng Đồng Minh tiến hành Chiến dịch Torch để đổ bộ lên Bắc Phi, U-371 rời Messina vào ngày 7 tháng 12 cho chuyến tuần tra thứ chín nhằm tấn công tàu bè đối phương tại khu vực đổ bộ. Tại đây vào ngày 7 tháng 1, 1943, nó tấn công ba tàu đánh cá vũ trang Anh, và đã đánh chìm HMS Jura (545 tấn) bằng ngư lôi ở vị trí khoảng 35 nmi (65 km) về phía Đông Bắc Algiers, Algérie. Hai tàu đánh cá còn lại HMS Ruskholm và HMS Stronsay đã phản công với 24 quả mìn sâu được thả xuống, nhưng U-371 thoát được mà không bị hư hại. Cùng ngày hôm đó nó tiếp tục tấn công Đoàn tàu MKS-5, và gây hư hại cho chiếc tàu chở quân Anh Ville de Strasbourg 7.159 GRT ở vị trí ngoài khơi Bougie, Algérie. Kết thúc chuyến tuần tra, U-371 đi đến cảng La Spezia ở phía Tây Bắc nước Ý vào ngày 10 tháng 1.

#### Chuyến tuần tra thứ mười
Rời La Spezia vào ngày 14 tháng 2 cho chuyến tuần tra thứ mười, U-371 tiếp tục hoạt động tại vùng biển Bắc Phi ngoài khơi Algérie. Vào ngày 23 tháng 2, nó tấn công một đoàn tàu vận tải và đã đánh chìm tàu buôn Anh Fintra 2.089 GRT ở vị trí khoảng 30 nmi (56 km) về phía Đông Bắc Algiers. Năm ngày sau đó, nó lại tấn công Đoàn tàu TE-16, phóng ngư lôi đánh trúng tàu Liberty Hoa Kỳ Daniel Carroll 7.176 GRT ngoài khơi Dellys, Algérie. Chỉ một quả ngư lôi trúng đích kích nổ và một quả khác tịt ngòi, nên chiếc tàu Liberty chỉ bị hư hại và được kéo đến Algiers. U-371 quay trở lại căn cứ La Spezia vào ngày 3 tháng 3.

#### Chuyến tuần tra thứ mười một và mười hai
Chuyến tuần tra thứ mười một được U-371 thực hiện từ cảng La Spezia vào ngày 7 tháng 4, được tiến hành tại vùng biển Bắc Phi ngoài khơi Algérie. Tại đây nó đã đánh chìm tàu buôn Hà Lan Merope 1.162 GRT ở vị trí khoảng 10 nmi (19 km) về phía Đông Bắc mũi Bengut, Algérie vào ngày 27 tháng 4, trước khi đi đến căn cứ mới tại Toulon vào ngày 11 tháng 5. Cảng ở miền Nam nước Pháp này trở thành căn cứ hoạt động chính của chiếc tàu ngầm cho đến khi nó bị mất.
Chuyến tuần tra tiếp theo diễn ra từ ngày 3 đến ngày 12 tháng 7, và một lần nữa tiếp tục tại vùng biển Bắc Phi, nơi U-371 tấn công Đoàn tàu ET-22A ở vị trí khoảng 30 nmi (56 km) về phía Đông Bougie vào ngày 10 tháng 7, và gây hư hại cho tàu chở dầu Hoa Kỳ Gulfprince 6.561 GRT, Và tàu Liberty Hoa Kỳ Matthew Maury 7.176 GRT.

#### Chuyến tuần tra thứ mười ba và mười bốn
Chuyến tuần tra thứ mười ba được U-371 thực hiện dọc bờ biển Bắc Phi từ ngày 22 tháng 7 đến ngày 11 tháng 8, nơi nó đã đánh chìm chiếc tàu buôn Anh Contractor 6.004 GRT thuộc Đoàn tàu GTX-5 ở vị trí khoảng 75 nmi (139 km) về phía Tây Nam Sardegna vào ngày 10 tháng 7.
Chiếc U-boat thực hiện chuyến tuần tra tiếp theo từ ngày 21 tháng 8 đến ngày 3 tháng 9 dọc bờ biển Bắc Phi, nhưng không đánh chìm thêm được mục tiêu nào.

#### Chuyến tuần tra thứ mười lăm và mười sáu
Xuất phát vào ngày 7 tháng 10 cho chuyến tuần tra thứ mười lăm, vốn kéo dài cho đến ngày 28 tháng 10, U-371 vẫn hoạt động tại vùng biển Bắc Phi về phía Bắc Algéria. Tại đây nó đã đánh chìm tàu quét mìn Anh HMS Hythe (656 tấn) ở phía Bắc Bougie vào ngày 11 tháng 10, tàu khu trục Hoa Kỳ USS Bristol (1.630 tấn) ở vị trí khoảng 70 nmi (130 km) về phía Tây Bắc Bone, Algéria hai ngày sau đó, đồng thời gây tổn thất toàn bộ cho tàu Liberty Hoa Kỳ James Russell Lowell 7.176 GRT vào ngày 15 tháng 10.
Sau đó chiếc tàu ngầm có chuyến tuần tra ngắn từ ngày 15 đến ngày 23 tháng 11 ở phía Tây đảo Corse nhưng không có kết quả.

### 1944

#### Chuyến tuần tra thứ mười bảy và mười tám
Sau khi lực lượng Đồng Minh tiến hành Chiến dịch Shingle nhằm đổ bộ lên Anzio, U-371 thực hiện chuyến tuần tra thứ mười bảy từ ngày 22 tháng 1, 1944 để hoạt động dọc theo bờ biển phía Tây của bán đảo Ý. Nó không đánh chìm được mục tiêu nào, và kết thúc chuyến tuần tra vào ngày 13 tháng 2.
Sau đó chiếc U-boat tiến hành chuyến tuần tra thứ mười tám từ ngày 4 tháng 3, và quay trở lại hoạt động tại vùng biển Bắc Phi về phía Bắc Algéria. Tại đây nó đã tấn công Đoàn tàu SNF-17 vào ngày 4 tháng 3, đánh chìm tàu chở quân Hà Lan Dempo 17.024 GRT, đồng thời gây hư hại nặng cho tàu chở hàng Hoa Kỳ Maiden Creek 6.165 GRT, đến mức con tàu vỡ làm đôi khi mắc cạn và được xem là một tổn thất toàn bộ.
U-371 quay trở về Toulon vào ngày 25 tháng 3. Ba ngày sau đó, Waldemar Mehl, hạm trưởng U-371, được tặng thưởng Huân chương Chữ thập Sắt Hiệp sĩ trước khi rời tàu để phục vụ như sĩ quan tham mưu cho Bộ chỉ huy U-boat Địa Trung Hải. Quyền chỉ huy U-371 được chuyển giao cho Trung úy Horst-Arno Fenski, nguyên hạm trưởng chiếc U-410, vào ngày 5 tháng 4.

#### Chuyến tuần tra thứ mười chín
Dưới quyền chỉ huy của Trung úy Fenski, U-371 rời cảng Toulon lúc 19 giờ 00 ngày 23 tháng 4 cho chuyến tuần tra thứ mười chín, cĩng là chuyến cuối cùng, để hoạt động dọc theo bờ biển Algérie. Nó tuần tra cách bờ biển 10–15 nmi (19–28 km).
Vào ngày 28 tháng 4, U-371 được báo cáo về một đoàn tàu vận tải Đồng Minh lớn, nên lên đường để đánh chặn. Trong đêm 2 tháng 5, nó dự kiến sẽ bắt gặp đoàn tàu đối phương trong vài giờ sắp tới, nên trồi lên mặt nước để nạp điện thêm cho ắc-quy. Không may là nó trồi lên hầu như ngay giữa đoàn tàu vận tải đối phương, nên buộc phải lặn khẩn cấp xuống độ sâu 100 m (330 ft). Sau một giờ nó lại trở lên mặt nước và hướng đến đoàn tàu đối phương, nhưng bị tàu hộ tống khu trục Hoa Kỳ USS Menges phát hiện không lâu sau đó. Khi Menges tiến đến gần ở khoảng cách 3.000 m (3.300 yd), U-371 phóng một quả ngư lôi G7es (T5) dò âm từ ống phóng phía đuôi rồi lặn xuống. Quả ngư lôi đánh trúng Menges, phá hủy phần đuôi của con tàu, khiến 31 người tử trận và 25 người bị thương. Tuy nhiên chiếc tàu chiến Hoa Kỳ vẫn tiếp tục nổi được, và được kéo đến Bougie (nay là Béjaïa), Algéria; Menges cuối cùng được sửa chữa và quay trở lại phục vụ.

#### Bị mất
Sau khi đánh trúng Menges, bản thân U-371 bị các tàu hộ tống khu trục Hoa Kỳ USS Pride và USS Joseph E. Campbell, các tàu frigate Sénégalais và tàu khu trục L'Alcyon của Lực lượng Pháp quốc Tự do, cùng tàu khu trục hộ tống HMS Blankney của Hải quân Hoàng gia Anh săn đuổi ráo riết. Khi U-371 tìm cách trồi lên mặt nước, mìn sâu thả từ tàu chiến đối phương đã làm hỏng đèn chiếu sáng, hư hại bánh lái ngang và làm vỡ thùng dằn. Chiếc U-boat lấy lại được thăng bằng khi chìm đến độ sâu 200–215 m (656–705 ft), nhưng bì rò rỉ nước đáng kể. Mìn sâu được đối phương tiếp tục thả từng đợt cách nhau 30 phút, càng lúc càng chính xác, khiến chiếc tàu ngầm chịu thêm những hư hại khác.
Lúc khoảng 06 giờ 00 ngày 3 tháng 5, U-371 tìm cách tránh sự phát hiện của sonar bằng cách nằm sát đáy biển; điều này cũng giúp tiết kiệm điện ắc-quy, vốn đã tiêu hao khá nhiều. Chiếc U-boat nằm ở độ sâu 240 m (790 ft) cho đến hết ngày hôm đó, hy vọng tàu đối phương sẽ từ bỏ việc săn đuổi. Tuy nhiên cho đến đêm họ tiếp tục nghe thấy tiếng động cơ tàu đối phương, và khi chất lượng không khí trong tàu đã đến mức tồi tệ, hệ thống đèn khẩn cấp hỏng và U-371 bị rò rỉ 15 tấn nước, hạm trưởng chiếc U-boat quyết định hy vọng duy nhất của họ là trồi lên mặt nước để thoát đi dưới sự che chở của bóng đêm.
Việc bơm nước ra khỏi các thùng dằn lại gây sự chú ý của các tàu Đồng Minh, nên họ lại tiếp tục thả mìn sâu, trong khi chiếc U-boat còn bị kẹt dưới đáy biển. Thủy thủ của U-371 phải chạy từ đầu này đến đầu nọ trong khi động cơ quay hết mức để có thể thoát khỏi bùn dưới đáy biển. Khi chiếc U-boat nổi lên được mặt nước, các ống phóng ngư lôi lôi được nạp lại và hải pháo chuẩn bị sẵn sàng cho cuộc chiến sinh tử nhằm thoát khỏi vòng vây đối phương. Sau 15 phút, tàu đối phương áp sát từ phía sau, khai hỏa và ghi được nhiều phát trúng đích. Chiếc U-boat tìm các chống trả, nhưng nó hoàn toàn bị áp đảo và nhiều thủy thủ đã nhảy xuống biển. Như một nỗ lực kháng cự sau cùng, U-371 phóng một quả ngư lôi G7es (T5) dò âm từ ống phóng phía đuôi, đánh trúng chiếc Sénégalais và gây ra một số hư hại.
Đến khoảng 04 giờ 00 giờ ngày 4 tháng 5, chỉ còn lại Trung úy Fenski hạm trưởng, sĩ quan phòng máy và một hạ sĩ quan trên tàu. Hai người này ở lại khoang bên dưới để mở van đánh đắm tàu tại tọa độ 37°49′B 05°39′Đ / 37,817°B 5,65°Đ. U-371 chìm xuống biển nhanh chóng đến mức họ không thể thoát ra kịp, nên đã chìm theo con tàu.

### "Bầy sói" tham gia
U-371 từng tham gia hai bầy sói:
- Kurfürst (17 – 20 tháng 6, 1941)
- Goeben (16 – 24 tháng 9, 1941)

### Tóm tắt chiến công
U-371 đã đánh chìm tổng cộng mười một tàu đối phương với tổng tải trọng 51.946 GRT và 2.286 tấn, gây tổn thất toàn bộ cho hai tàu tải trọng 13.341 GRT, đồng thời gây hư hại cho sáu chiếc khác với tổng tải trọng 28.072 GRT và 2.500 tấn.
| Ngày              | Tên tàu             | Quốc tịch              | Tải trọng | Số phận          |
| ----------------- | ------------------- | ---------------------- | --------- | ---------------- |
| 12 tháng 6, 1941  | Silverpalm          | United Kingdom         | 6.373     | Bị đánh chìm     |
| 24 tháng 6, 1941  | Vigrid              | Norway                 | 4.765     | Bị đánh chìm     |
| 30 tháng 7, 1943  | Shahristan          | United Kingdom         | 6.935     | Bị đánh chìm     |
| 30 tháng 7, 1943  | Sitoebondo          | Netherlands            | 7.049     | Bị đánh chìm     |
| 7 tháng 1, 1943   | HMT Jura            | Hải quân Hoàng gia Anh | 545       | Bị đánh chìm     |
| 7 tháng 1, 1943   | Ville de Strasbourg | United Kingdom         | 7.159     | Bị hư hại        |
| 23 tháng 2, 1943  | Fintra              | United Kingdom         | 2.089     | Bị đánh chìm     |
| 28 tháng 2, 1943  | Daniel Carroll      | United States          | 7.176     | Bị hư hại        |
| 27 tháng 4, 1943  | Merope              | Netherlands            | 1.162     | Bị đánh chìm     |
| 10 tháng 7, 1943  | Gulfprince          | United States          | 6.561     | Bị hư hại        |
| 10 tháng 7, 1943  | Matthew Maury       | United States          | 7.176     | Bị hư hại        |
| 7 tháng 8, 1943   | Contractor          | United Kingdom         | 6.004     | Bị đánh chìm     |
| 11 tháng 10, 1943 | HMS Hythe           | Hải quân Hoàng gia Anh | 656       | Bị đánh chìm     |
| 13 tháng 10, 1943 | USS Bristol         | Hải quân Hoa Kỳ        | 1.630     | Bị đánh chìm     |
| 15 tháng 10, 1943 | James Russell Lowel | United States          | 7.176     | Tổn thất toàn bộ |
| 17 tháng 3, 1944  | Dempo               | Netherlands            | 17.024    | Bị đánh chìm     |
| 17 tháng 3, 1944  | Maiden Creek        | United States          | 6.165     | Tổn thất toàn bộ |
| 3 tháng 5, 1944   | USS Menges          | Hải quân Hoa Kỳ        | 1.200     | Bị hư hại        |
| 4 tháng 5, 1944   | FFL Sénégalais      | Pháp Tự do             | 1.300     | Bị hư hại        |